# جيم فلمنج (حكم اتحاد الرغبي)
جيم فلمنج (بالإنجليزية: Jim Fleming)‏ هو حكم اتحاد الرغبي ‏ بريطاني، ولد في 8 يوليو 1951 في إدنبرة في المملكة المتحدة.